# Sergentomyia nama
Sergentomyia nama är en tvåvingeart som beskrevs av Davidson 1983. Sergentomyia nama ingår i släktet Sergentomyia och familjen fjärilsmyggor.
Artens utbredningsområde är Namibia. Inga underarter finns listade i Catalogue of Life.